# Napkelet (folyóirat, 1920–1922)
Napkelet – 1920. szeptember 15. és 1922. május 1. között Kolozsváron megjelenő félhavi irodalmi és művészeti folyóirat.

## Szerkesztői, munkatársai
Főszerkesztője Paál Árpád, szerkesztői Ligeti Ernő és Kádár Imre, segédszerkesztője Szentimrei Jenő.
A főmunkatársak névsora: Bárd Oszkár, Janovics Jenő, Kós Károly, Nagy Dániel, Nyirő József, Szombati-Szabó István, Tabéry Géza, Zsolt Béla.

## A lap irányzatai
A Napkeletben egymással összefonódva három irányzat érvényesül: a transzilvanizmus (Paál Árpád, Kós Károly, Szentimrei Jenő), a forma radikális megújításával a társadalmi megújhodásért küzdő avantgardizmus és a nyugatosság. 
A Napkeletet ekkor gyakorlatilag az 1921. febr.-nov. között Romániában tartózkodó Barta Lajos irányítja (neve feltüntetése nélkül). A munkatársak összetétele tekintetében a lapot sok szál köti a Keleti Újsághoz.
A Napkelet egy teljes és két csonka évfolyamában közel 60 költő több mint 220 versét, 50 prózaíró csaknem 120 írását, mintegy 120 irodalmi vonatkozású cikket, tanulmányt közölt.
A lap gyakran szereplő erdélyi költői: Áprily Lajos, Bárd Oszkár, Bartalis János, Becski Irén, Berde Mária, Endre Károly, Finta Zoltán, Jakab Géza, Kádár Imre, Somló Lipót, Szentimrei Jenő, Szombati-Szabó István; 
prózaírói: Berde Mária, Kuncz Aladár, Molter Károly, Nagy Dániel, Nyirő József, Gulácsy Irén, Sipos Domokos, Tabéry Géza. De kapcsolatot tart a szerkesztőség a magyarországi és a bécsi emigrációban élő magyar írókkal is. Babitstól verset és prózát közöl, Balázs Bélától verseket, s a szépirodalmi részben olvashatók Barta Lajos, Füst Milán, Juhász Gyula, Márai Sándor, Somlyó Zoltán, Szabó Lőrinc, Szép Ernő, Tóth Árpád versei, prózai írásai, műfordításai. Drámarészletet, jelenetet közölnek Bárd Oszkártól, Kádár Imrétől, Móricz Zsigmondtól, s teljes regényt folytatásokban Balázs Bélától (Isten tenyerén), Déry Tibortól (A toronyőr), Tabéry Gézától (Októberi emberek).
A modern, sőt az avantgárd irányában nyitott a Napkelet világirodalmi tájékozódása is. Baudelaire, Čapek, Anatole France, japán költők (Szombati-Szabó István tolmácsolásában), Jammes, Mallarmé, Nietzsche (Tompa László fordításában), Rilke, Carl Sandburg, Rabindranáth Tagore versei, prózája s az a kitekintés, amelyet Dienes László 1921. február 15-től a lap megszűnéséig szinte minden számban jelen lévő Nyugati szemléje kínált (Henri Bergsonról, Romain Rolland-ról, Papiniról, Keyserlingről, Worringerről, Georg Groszról, H. G. Wells Oroszországról írt könyvéről, az orosz miszticizmusról), kétségtelenül hozzájárult az induló romániai magyar irodalom szellemi horizontjának tágításához.
De figyelemmel kísérte a Napkelet a kortárs román irodalmat is. Nemcsak Kádár Imre és Keresztury Sándor román folyóiratszemléje tanúsítja ezt, hanem Demosthene Botez, Lucian Blaga, Victor Eftimiu, Mihai Eminescu, Emil Isac, Vladimir Streinu, D. N. Teodorescu, Alexandru Vlahuță verseinek, prózájának, drámarészletének jelenléte a lap hasábjain.

## A lap világnézeti jellege
A Napkelet nemcsak szépirodalmi, hanem világnézeti tájékozódást is kívánt nyújtani: Faludi Iván az orosz színpad forradalmáról, Halász Gyula Max Reinhardtról, Janovics Jenő az erdélyi magyar színészet jövőjéről, Weiss Sándor kereszténység és zsidóság viszonyáról írt; Paál Árpád pedig a romániai magyarság politikai életének problémáit boncolgatta cikkek egész sorában. 
Foglalkozott a lap a jelenkori filozófia kérdéseivel (Nietzsche, Pauler Ákos, Lucian Blaga könyvei kapcsán), az "új esztétikával" (Csiki Endre három tanulmányában, amelyek Előtanulmányok egy új esztétikához főcím alá sorakoztak), Wundttal és a pszichoanalízissel (Fülöp René, Marót Károly és Silbermann Jenő tanulmányai), a szociológia és biológia összefüggéseivel (Gelei József), a jelen közgazdasági problémáival (Ormos Ede a magyarra fordított és Bécsben 1921-ben megjelent Tőke kapcsán ír A magyar Marx címmel); jogi kérdésekkel Láday István és Szeghő Imre, nevelésügyi problémákkal Balázs Ferenc, Kemény Gábor, Murányi Győző foglalkozik. Figyelemre méltó írások jelennek meg a memoár, a visszaemlékezés műfajában is: Jászi Oszkár a román komitéval folytatott tárgyalásainak emlékeit idézi 1918 késő őszéről, a Kémeri Sándor álnév alatt jelentkező Itóka (Bölöni Györgyné) Anatole France-szal való kapcsolatait eleveníti fel, Sándor József az EKE megalakulásának körülményeire emlékezik, Szentgyörgyi István korábbi színészéveire; de közli a Napkelet Argay György önéletrajzi feljegyzéseit Egy falusi pap Erdélyben címmel, s Bartók Béla 1921-es önéletrajzát. Ezek, valamint Ligeti Ernő Erdélyi fejek című sorozata (portréi Jósika Sámuelről, Bernády Györgyről, Dózsa Endréről, id. Grandpierre Emilről, Gyárfás Elemérről, Paál Árpádról, Sándor Józsefről) mára sem veszítették el dokumentumértéküket.

## A lap grafikája, kapcsolatai írókkal, olvasókkal
A Napkelet külsőleg is igyekezett vonzóvá tenni a lapot: portrét, ex librist, illusztrációt közölt szép számmal Hosszu Mártontól, Jeddy Sándortól, Kós Károlytól, Körösfői-Kriesch Aladártól, Szopos Sándortól, Tóth Istvántól és másoktól. Egy majdani romániai magyar képeskönyv innen merítheti jó néhány nevezetes erdélyi kortárs egykorú arcképét.
Az első évfolyam végén, a karácsonyi számban a Napkelet körkérdéssel fordul az akkori erdélyi magyar irodalom ismert alakjaihoz: Mi az igazi magyar irodalom? (1920/7-8). A Szentimrei Jenő által megfogalmazott kérdésfeltevésre 21-en válaszolnak, Bakóczi Károlytól Walter Gyuláig. A következő karácsonyi kérdést (Mit kell tennünk erdélyieknek 1922-ben? 1921/ 24-25) a közéleti személyiségeknek teszi fel a szerkesztőség. Válaszolnak rá Antalffy Andrétől Zágoni Istvánig 26-an, köztük Lucian Blaga, Emil Isac, Leonard Paukerow és Dominic Rațiu is. Szentimrei Jenő a lap A műhelyből című rovatában Transzilvanizmus az irodalomban címmel foglalja össze gondolatait (1921/9), hét évvel az Erdélyi Helikon megindulása előtt.
Az olvasókkal való kapcsolatainak megerősítésére a Napkelet 1921-22-ben több vidéki irodalmi estet rendezett: Nagybányán, Marosvásárhelyen, Dicsőszentmártonban, Szatmárnémetiben, Nagykárolyban. Ugyancsak 1921-ben könyvsorozatot is indított útjára a Napkelet Könyvtár címmel, amelyben azonban mindössze egy kötet jelent meg: Bárd Oszkár Silvio lovag című színműve (Kolozsvár 1921). Folytatás nélkül maradt – a lap megszűnése miatt – egy másik kezdeményezése is: az 1922. május 1-i számhoz kottamellékletet csatoltak: Ady Endre Most pedig elnémulunk című versét, Vadas László megzenésítésében.